# Porajów
Porajów (deutsch Großporitsch) ist eine Ortschaft mit circa 1500 Einwohnern in der Gemeinde Bogatynia im Powiat Zgorzelecki der Woiwodschaft Niederschlesien in Polen.

## Geographische Lage
Der Ort befindet sich am Ostufer der Lausitzer Neiße gegenüber der sächsischen Stadt Zittau und der Einmündung der Mandau. Durch den Ort verläuft ohne einen Halt die vom Neißeviadukt kommende Bahnstrecke Zittau–Liberec. Südwestlich liegt der Grenzübergang Zittau-Friedenstraße, der zwischen Zittau und Hrádek nad Nisou einen Kilometer über polnisches Territorium führt.

## Geschichte

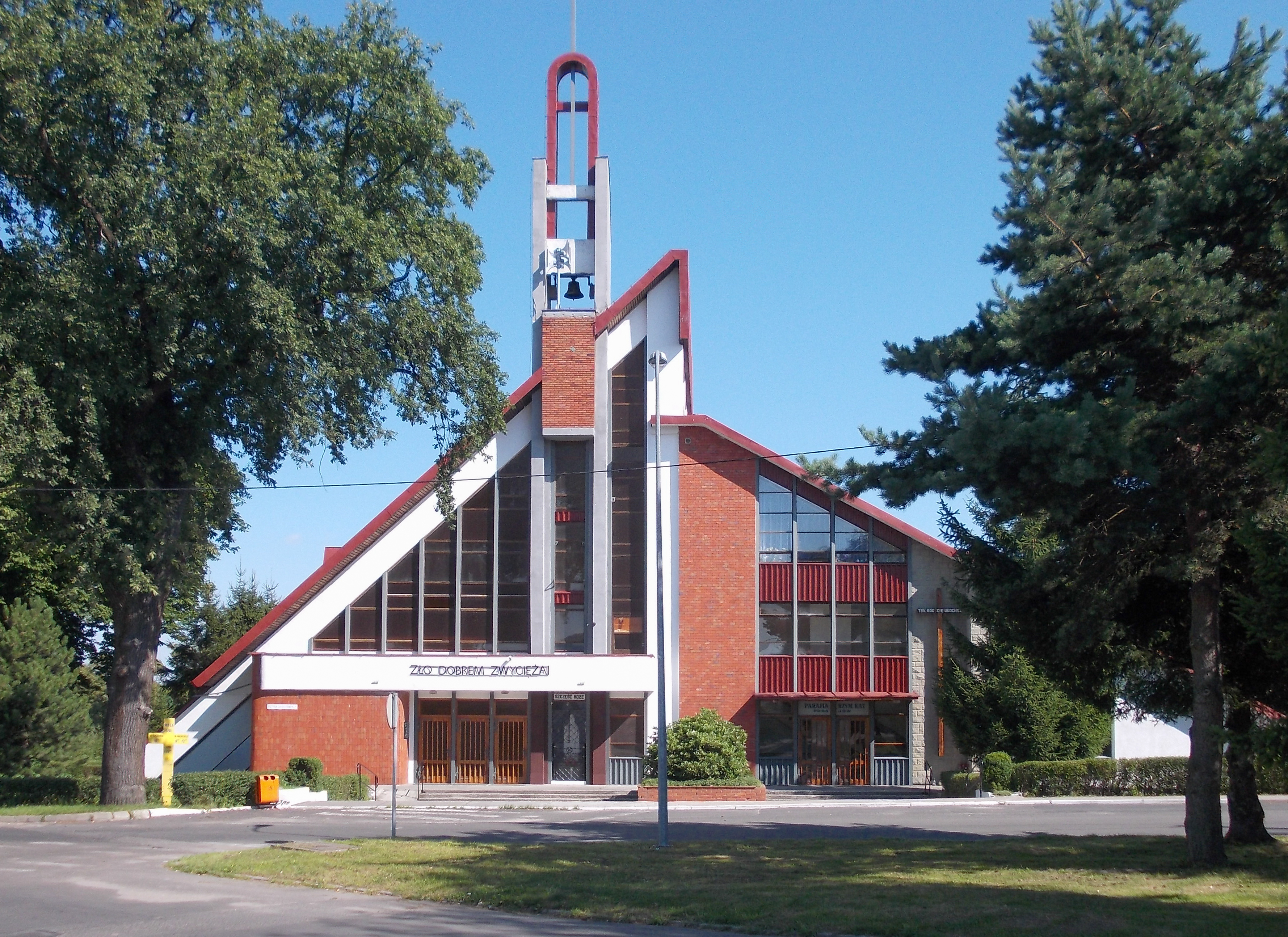
Katholische Herz-Jesu-Kirche in Porajów

Poritsch wurde 1359 erstmals erwähnt. 1387 kaufte die Stadt Zittau von den Burggrafen von Dohna auf Grafenstein die Dörfer Luptin, Kleinschönau und Poritsch. Das Dorf Poritsch und sein Rittergut sind wahrscheinlich bedeutend älter. Der Ortsname deutet auf eine slawische Herkunft von po reka (am Fluss) hin und wurde bei der deutschen Besiedelung nach dem 12. Jahrhundert beibehalten.
Bis zum Oberlausitzer Pönfall im Jahre 1547 war Poritsch ein Ort. Die Unterscheidung entstand aus einer Aufteilung des Rittergutes auf zwei Besitzer.
Das Gut gelangte 1559 in den Besitz bedeutender Zittauer Patrizierfamilien, zu denen der Bürgermeister Nicolaus von Dornspach, sein Schwager Benjamin Schnitter und dessen Schwiegersohn, der Bürgermeister Johann Nesen gehörten. Als Nesen 1654 starb, wurden die Eichler von Auritz Besitzer des Rittergutes, denen die Schmeiß von Ehrenpreisberg und Christian Traugott von Burgsdorff folgten. 1769 kaufte Gottlob Krusche aus Oberseifersdorf Großporitsch, mit seinem Schwiegersohn Johann Friedrich Mönch wurden die Mönch Erb-, Lehn- und Gerichtsherren des Dorfes.
Bereits seit Einführung der Reformation war Großporitsch nach Zittau gepfarrt. 1754 erfolgte die Einweihung einer Schule. 1838 wurde der alte Gerichtskretscham abgerissen und an seiner Stelle das „Gasthaus zum Lämmchen“ errichtet, das später noch um einen großen Tanzsaal erweitert wurde und zu einem von den Zittauern gern aufgesuchten Etablissement wurde. 1856 wurde Großporitsch nach der Abschaffung der Grundherrschaften im Sachsen eine selbständige Gemeinde in der Amtshauptmannschaft Zittau. Das Rittergut blieb im Besitz der Familie Mönch.
Mit der Errichtung der Eisenbahnstrecke von Zittau nach Reichenberg im Jahre 1856, die das Oberdorf quert, erhielt Großporitsch 1859 einen Haltepunkt. Über die sumpfigen Neißewiesen nördlich des Ortes wurde ein steinerner Viadukt von 748 Metern Länge errichtet.
Am 1. April 1891 wurde in Großporitsch der neue Exerzierplatz der Zittauer Kaserne eingeweiht. An der Neiße entstand der Flugplatz der Stadt Zittau auf dem alljährlich die Zittauer Flugtage stattfanden. 1913 landete der Zeppelin LZ 17 „Sachsen“ während der Flugtage auf seiner Fahrt von Leipzig nach Zittau und zurück auf dem Platz. Bis zur Einstellung am 15. November 1919 betrieb die Sächsische Luftreederei GmbH vom Flugplatz Dresden-Kaditz aus die Fluglinie Dresden–Bautzen–Zittau. Im Zweiten Weltkrieg wurde der Flugplatz ausschließlich militärisch genutzt.
Während des Ersten Weltkrieges wurde nördlich des Dorfes das Kriegsgefangenenlager Großporitsch angelegt, dessen Baracken nach 1920 abgetragen wurden. Zum 1. Oktober 1920 wurde Großporitsch nach Zittau eingemeindet und der Ort wurde in den Folgejahren um eine Vielzahl von Siedlungshäusern vergrößert.
1937 wurde Zittau wieder Kasernenstandort und auf dem Platz des Kriegsgefangenenlagers wurde mit einem Kasernenneubau begonnen, der wegen des Kriegsbeginns unvollendet blieb. 1944 übernahm die Junkerstochtergesellschaft Zittwerke AG das Gelände und errichtete einen Produktionsstandort für Flugzeugtriebwerke. Das Kasernengelände diente als Wohnlager, außerdem war daran ein Außenlager des KZ Groß-Rosen untergebracht. Nach der Besetzung durch die Rote Armee erfolgte im Mai 1945 die Errichtung des Kriegs- und Zivilgefangenenlagers Zittau.
Am 22. Juni 1945 übernahm die polnische Armee den Ort und vertrieb die deutschen Bewohner. Die Neißebrücke nach Zittau wurde gesperrt, der Ort erhielt den Namen Porajów und bildete eine Gemeinde in Polen.
Im Jahre 1984 wurde in Porajów eine im modernen Stil erbaute katholische Kirche eingeweiht und 1988 erhielt der Ort einen eigenen Friedhof. Porajów besitzt heute ein Gymnasium mit angeschlossener Grundschule.